# Rodný dům Bedřicha Václavka
Rodný dům Bedřicha Václavka je památník, dům a muzeum v Čáslavicích. Nachází se na jižní straně návsi v někdejší myslivně číslo popisné 23. Památník byl zřízen v roce 1962, následně však zrušen a roku 2012 opětovně otevřen. Součástí domu je také busta Bedřicha Václavka z roku 1981. Zřizovatelem je obec Čáslavice.

## Historie
Dům sloužil jako myslivna. V šedesátých letech 20. století jej však obec odkoupila, protože plánovala jeho zbourání a vybudování zde kulturního domu. Myslivna však byla v průběhu řízení o stavbě prohlášena za kulturní památku a roku 1962 tak vznikl pod patronací Západomoravského muzea (pozdější Muzeum Vysočiny Třebíč) památník Bedřicha Václavka. V roce 1980 byla expozice znovu předělána. Později se ale rozsah expozice zmenšoval, až v roce 1989 zanikla a zbylé exponáty si převzalo muzeum v Třebíči (pozdější Muzeum Vysočiny). Z myslivny se stalo skladiště materiálu. Tento stav trval do roku 2012, kdy proběhla rekonstrukce objektu a do domu se vrátila expozice věnovaná Bedřichu Václavkovi a vedle ní sem byly přesunuty obecní úřad a knihovna. Finanční prostředky na obnovu získala obec prodejem zámku Sádek, jenž do roku 2012 vlastnila.